# 67
El año 67 (LXVII) fue un año común comenzado en jueves del calendario juliano, en vigor en aquella fecha.
En el Imperio romano, era conocido como el Año del consulado de Rufo y Capitón (o menos frecuentemente, año 820 Ab urbe condita). La denominación 67 para este año ha sido usado desde principios del período medieval, cuando el Anno Domini se convirtió en el método prevalente en Europa para nombrar a los años.

## Acontecimientos
- 67-68: Cayo Julio Vindex se rebela contra Nerón en la Galia; su revuelta es reprimida por Lucio Verginio Rufo.
- San Lino sucede a San Pedro al frente de la Iglesia Católica.

## Fallecimientos
- San Pedro, crucificado.
- Pablo de Tarso, decapitado.
- Petronio, escritor y cónsul romano.